# Valletta FC Futsal Club
Valletta FC Futsal Club – maltański klub futsalowy z siedzibą w mieście Valletta, obecnie występuje w najwyższej klasie rozgrywkowej Malty. Jest sekcją futsalu klubu sportowego Valletta FC.

## Sukcesy
- Mistrzostwo Malty (2): 2015/16, 2017/18